# اندروید کندوی عسل
اندروید کندوی عسل (انگلیسی: Android Honeycomb) یا اندروید نسخه ۳ و ۳٫۱ و ۳٫۲ برای تبلت‌ها طراحی شد و در فوریه ۲۰۱۱ (نسخه ۳)، مه ۲۰۱۱ (نسخه ۳٫۱)، ژوئیه ۲۰۱۱(نسخه ۳٫۲) معرفی شد.

## قابلیت‌ها
ویژگی‌های جدید معرفی‌شده در اندروید کندوی عسل عبارتند از:
- برنامه‌های پست الکترونیکی و تماس‌ها از یک قاب دو بخشی در رباط کاربریشان استفاده می‌کنند.
- برنامه گالری اکنون به کاربران اجازه می‌دهد تا آلبوم‌ها و مجموعه‌های دیگر را در حالت تمام‌صفحه، با دسترسی به حالت بندانگشتی برای عکس‌های دیگر، در یک مجموعه نمایش ببینند.
- برنامه مرورگر زبانه‌دار می‌شود، یک مد ناشناس را برای مرور بی‌نام و نشان می‌دهد، و در یک دید یکپارچه، بوک‌مارک‌ها و تاریخچه را نشان می‌دهد.
- صفحه‌کلید برای وارد شدن به متن ساده‌تر روی دستگاه‌های صفحه بزرگ باز طراحی می‌شود.
- از برنامه‌های کاربردی جدید برای انجام چند کار.